# Magdalena von Jülich-Kleve-Berg
Magdalena von Jülich-Kleve-Berg (* 2. November 1553; † 30. August 1633) war die drittgeborene Tochter Herzog Wilhelms des Reichen von Jülich-Kleve-Berg und der Maria von Habsburg, einer Tochter Kaiser Ferdinands I.

## Leben
Magdalena heiratete 1579 Johann I., „den Hinkenden“, Pfalzgraf und Herzog von Pfalz-Zweibrücken. Da ihr Bruder, Herzog Johann Wilhelm, 1609 ohne eigenen männlichen Erben starb, kam Wilhelms Töchtern eine maßgebliche Bedeutung bei der Frage zu, wem das bedeutendste nordwestdeutsche Territorium Jülich-Kleve-Berg zufallen sollte, nachdem Kaiser Karl V. den Herzogtümern 1546 das Recht der weiblichen Sukzession zugestanden hatte. Den Erbfolgeanspruch Magdalenas erhob daher ihr Ehemann Johann für das Herzogtum Pfalz-Zweibrücken. Diesen Anspruch machte ihm der brandenburgische Kurfürst Johann Sigismund als Ehemann von Anna von Preußen, einer Tochter von Magdalenas 1608 verstorbenen ältesten Schwester Marie Eleonore mit Berufung auf einen entsprechenden Ehevertrag aus dem Jahre 1573 streitig, ferner Philipp Ludwig von Pfalz-Neuburg, der Ehemann von Magdalenas älterer Schwester Anna. Außerdem reklamierte als vierte Partei auch das Kurfürstentum Sachsen die Herzogtümer Jülich-Kleve-Berg aufgrund einer entsprechenden Absprache mit dem Kaiser für sich.

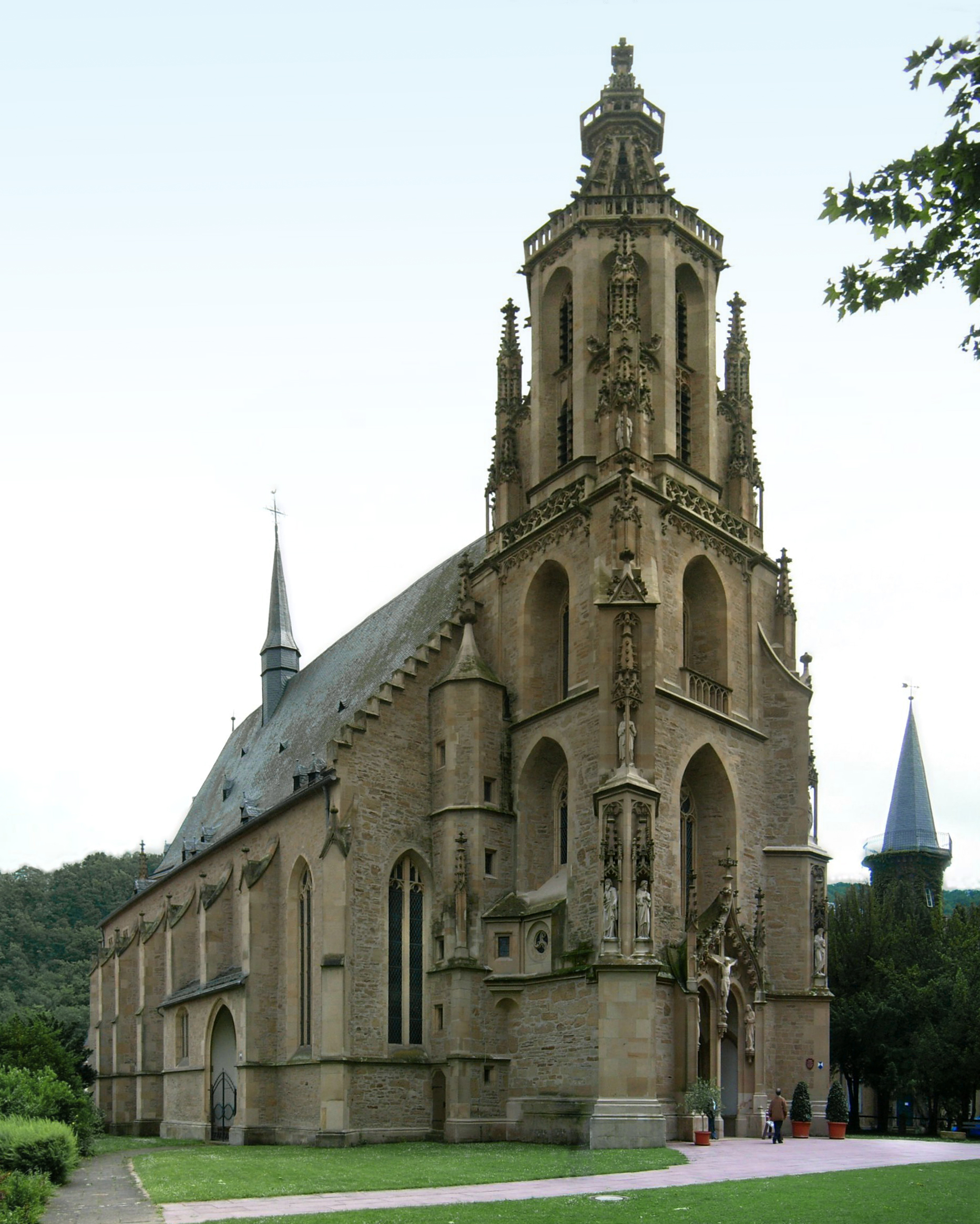
Magdalenas Grablege, die Meisenheimer Schlosskirche

Da alle beteiligten Mächte in umfassende europäische Koalitionen eingebunden waren und so indirekt auch Habsburg und Frankreich beteiligt waren, entstand ein internationaler Konflikt, der Jülich-Klevische Erbfolgestreit, der allerdings 1614 nach dem Tod des französischen Königs Heinrich IV. (1610) im Vertrag von Xanten vorläufig beigelegt werden konnte. Die Verwaltung der umstrittenen Länder teilten demnach Brandenburg und Pfalz-Neuburg unter sich auf. Magdalenas Ehemann war in der Zwischenzeit im Jahre 1604 gestorben, sein Nachfolger als Pfalzgraf wurde Magdalenas 1584 geborener Sohn Johann II., der Jüngere, der aber im Xantener Vertrag nicht berücksichtigt wurde. Ihr ältestes Kind, die Tochter Maria Elisabeth (1581–1637), heiratete Georg Gustav, den Pfalzgrafen von Pfalz-Veldenz. Die jüngeren Söhne Friedrich Kasimir und Johann Kasimir wurden Pfalzgrafen von Pfalz-Zweibrücken-Landsberg bzw. Pfalz-Zweibrücken-Kleeburg. Magdalena wurde in der reformierten Schlosskirche von Meisenheim beigesetzt.

## Magdalenenbau
In der zweiten Residenz Meisenheim der Wittelsbacher Herzöge von Pfalz-Zweibrücken entstand als Witwensitz der sogenannte Magdalenenbau des dortigen Schlosses. Einzig dieser Bau hat sich vom Meisenheimer Schloss trotz schwerer Schäden grundsätzlich erhalten. Landgraf Friedrich VI. von Hessen-Homburg und seine vermögende Ehefrau Elisabeth Landgräfin von Hessen-Homburg wählten Meisenheim von 1820 bis 1829 als zusätzlichen Sommersitz und ließen vom bekannten Architekt und Stadtplaner Georg Moller den Magdalenenbau sanieren und mit einem zusätzlichen neugotischem Anbau erweitern. Heute ist das Gebäude unter der Bezeichnung Herzog-Wolfgang-Haus bekannt.